# 周闵
周闵（?—?），字子騫，汝南郡安城（今河南省汝南县东南）人，出自汝南周氏。東晉時期官員，父亲周顗。
周闵方直有父風。歷任衡陽郡、建安郡、臨川郡太守，侍中，中領軍，吏部尚書，永和十一年（355年）吏部尚书周闵为尚书左仆射，领军将军王彪之为尚书右仆射。周闵加中軍將軍，轉護軍，領祕書監。去世后追贈金紫光祿大夫，諡号烈。周闵無子，以弟周頤長子周琳為嗣。周琳仕至東陽郡太守。周琳少子周文，驃騎諮議參軍。